# Hamid Sourian
Hamid Mohammad Soryan Reihanpour (Rey (ten zuiden van Teheran), 24 augustus 1985) is een Iraans worstelaar. Hij werd vijfmaal wereldkampioen in de gewichtsklasse tot 55 kilogram. Op de Olympische Spelen van 2008 werd hij vijfde. Hij werd olympisch kampioen op de Spelen van 2012. In de finale op 5 augustus 2012 won hij van de uit Azerbeidzjan afkomstige Rovshan Bayramov.